# Krasni Iar (Perm)
Krasni Iar (en rus: Красный Яр) és un poble (possiólok) del krai de Perm, a Rússia, que forma part del raion de Gaini. En el cens del 2010 tenia 158 habitants.